# 水城 (城郭)
水城（みずじろ）は、海、湖、河川などに面して築かれた城。

## ヨーロッパの水城

### ドイツ
- ライン川
ライン川中流域の約65kmは世界遺産に登録されており（ライン渓谷中流上部）、特にリューデスハイム～ザンクト・ゴアールスハウゼン間は河畔に多くの古城や城塞がある[1]。
  - プファルツ城[2]
  - グーテンフェルス城[2]
  - ネコ城[2]

### リトアニア
- ガルヴェ湖
  - トラカイ島城

## 日本の水城
- 琵琶湖（近江国）
琵琶湖沿岸に織田氏政権によって築かれた城は、下記の４か城がある[注 1]。
  - 坂本城 - 元亀3年（1572年）築城[4]
  - 長浜城 - 天正2年（1574年）築城[4]
  - 安土城 - 天正4年（1576年）築城[4]
  - 大溝城 - 天正6年（1578年）築城[4]

このうち、安土城を除いた３か城は、湖岸の平地に主郭部を高石垣で人工的に要害性を造り出し、さらに湊と城下町（湊町も含む）が計画的に城と一体化されて造られている[5]。

- 最上川（出羽国）
最上川と中小河川が合流する地点の近くに築かれた城を、以下に記載する[注 2]。
  - 川前楯 - 丹生川合流点の北側丘陵上に位置する[6]。
  - 猿羽根楯 - 小国川合流点近郊にある大規模な山城[7]。
  - 古口楯 -  角川合流点北側の台地上に位置する[7]。